# Phaolô Phạm Khắc Khoan
Phaolô Phạm Khắc Khoan là một linh mục, được Giáo hội Công giáo Rôma tôn phong Hiển Thánh vào năm 1988.
Ông sinh năm 1771 tại làng Diên Mậu, thuộc xứ Hảo Nho, nay thuộc xứ Hiếu Thuận, xã Khánh Mậu, huyện Yên Khánh, tỉnh Ninh Bình, thuộc Giáo phận Phát Diệm. Khi còn là thầy giảng, ông được giao cai quản Nhà chung Kẻ Vĩnh (Vĩnh Trị, Nam Định). Sau khi chịu chức linh mục, ông làm chính xứ Phúc Nhạc. Ông cũng thường thăm viếng các họ Đông Biên, Tôn Đạo và dòng Mến Thánh Giá.
Ngày 23 tháng 8 năm 1837, khi đi xức dầu bệnh nhân ở Trại Bò, về qua Đông Biên, trú đêm trong nhà ông phó tổng Dụ. Sáng hôm sau, lý trưởng làng ấy vây bắt ông cùng thầy Thanh và thầy Hiếu, hai thầy giảng. Ông bị giải lên tỉnh và bị giam gần hai năm do đã quá 60 tuổi nên không bị xử tử ngay.
Khi quan trách rằng: “Sao ông không nghĩ lại mà biết mình đã lầm, hãy bỏ đạo đi, hãy vâng lời vua, đừng có nghe những thằng Tây nữa làm gì". Ông đáp: “Sống chết tôi không bỏ đạo”.
Biết không có cách nào làm cho ông bỏ đạo được nên quan khép án trảm quyết và tâu về kinh. Đến ngày 22 tháng 1 năm 1839, có chỉ vua Minh Mạng ra truyền, nếu bước qua thập giá thì sẽ được tha nhưng ông không đồng ý.
Ngày 28 tháng 4 năm 1840, quan cho xử trảm ông cùng với hai thầy kẻ giảng Hiếu và Thanh. Đến đêm giáo hữu đem xác ông về làng Yên Mối, sau chuyển về Phúc Nhạc .